# Dümmelbach
Der Dümmelbach ist ein weniger als einen Kilometer langer rechter und südlicher Zufluss der Usa. Er hat kein eigenes Einzugsgebiet.

## Geographie

### Verlauf
Der Dümmelbach entspringt den Quellen zweier nahe beieinander verlaufender Quelläste in einem weiter nach Westen und höher reichenden und sich dort verzweigenden Grabensystem in einem Kerbtal, einem Runs oder einer Runse, im Kirchwald südlich von Usa und Langenhain-Ziegenberg, einem westlichen Ortsteil von Ober-Mörlen an der Bundesstraße 275. Das bogenförmige Tal ist von Buchen bestanden, die eine ausgeprägte Naturverjüngung zeigen. Der Bach fließt in einer langen Linkskurve zuerst ostwärts und biegt sodann kontinuierlich in eine nördliche Richtung ab. In einer Bucht an der Nordseite des Talhangs bei km 0,7 an einem Waldweg, vielleicht einem ehemaligen Steinbruch, wachsen einige wenige Eichen und Fichten. Etwa ab km 0,4 ändert sich die Vegetation und Linden prägen sie jetzt, eine Vorbereitung auf die Teich- und Fischzuchtanlage des A.S.V. Langenhain-Ziegenberg e. V. Die besteht aus einem quadratischen Sandfang für angeschwemmtes Sediment, dem ein kleiner und drei größere Teiche folgen, die alle vom Dümmelbach gespeist werden. Danach hat der Bach noch eine Strecke von 50 Metern im Mischwald am Hang des namenlosen Berges zu überwinden, per Durchlass einen unbefestigten Feldweg zu unterqueren und kann nun die letzten 100 Meter durch die Usa-Aue, gesäumt von einigen Erlen, Weiden und Kirschen, bis zur Mündung von rechts in die Usa bei km 16,7 gegenüber einem Grabeland am linken Ufer fließen.
Im Kerbtal im Kirchwald zeigen Ansammlungen von Schwemmgut im Schlamm des Bachbetts, dass der Bach gelegentlich ein Vielfaches seiner üblichen Wasserführung zu Tal fördern kann, worauf die Fischzuchtanlage mit einer Umfließung vorbereitet ist. Seitlich finden sich einige wenige flächige Grundwasseraustritte, die von Tieren als Suhlen genutzt werden. Bei km 0,575 mündet von rechts ein heute trockener Graben, der bis auf 330 m Höhe hoch reicht und länger als einen halben Kilometer ist.

### Flusssystem Usa
- Fließgewässer im Flusssystem Usa